# Pendekar Bujang Lapok
『Pendekar Bujang Lapok』(English: The Three Over-age Bachelor Warriors)は、1959年にP・ラムリーが監督したシンガポール映画。
P・ラムリーはこの作品でこの世での自己の存在意義を探求する必要性を訴えている。また、テクノロジーが進化する現代社会では、スーフィーの導師の教えが必ずしも適用されないという懸念も表現している。この社会的なメッセージは明確には示されていないが、巧妙な映像表現で暗示されている。
2014年10月29日、ザ・ストレーツ・タイムズは「Pendekar Bujang Lapok」をシンガポールで制作されたマレー映画のトップ5の一つとしてランク付けし、1959年の第6回アジア映画祭で最優秀コメディ賞を受賞したことに言及した。